# 节度使
节度使，中國古代軍事將領，因受职之时，朝廷赐以旌节，故称。节度使系地方军政长官，簡稱節度、節使、節帥。唐代驻守於各道的武将称为都督，都督带使持節的称為节度使。一般情況下也時常稱持節的各鎮守軍官，如觀察使、招討使和安撫使等為節度使。
唐节度可分为：
- 行营之节度：中晚唐集数道（镇）之兵行征伐事，有号加“节度”者，非方镇。长官不称节度使，名号有“兵马都元帅”、“兵马副元帅”、招讨使、都招讨使、都统、都都统等。都元帅常由皇太子及诸皇子兼领，实际以副元帅为统帅。
- 军将之节度：中唐设置节度使之初的所有节度使，以及中晚唐征伐战争发生期间的一部分节度使，不加观察处置使，不是领州之方镇。
- 方镇之节度：节度使须兼领观察处置使。中晚唐大部分有名号之方镇均为此类。
- 州格之节度：宋代演变为州格之节度。

## 沿革
渊源于魏晋以来的持节都督。北周及隋改称总管。唐代称都督。唐初沿北周及隋朝旧制，重要地区置总管统兵，旋改称都督，惟朔方仍称总管，边州别置经略使，有屯田州置营田使。貞觀以后，内地都督府多省并罢，惟军事活动频繁的地区尚存，以统州、县、镇戍。每遇战事发生，由朝廷派遣行军总管统率出征或备御。规模较大的战役，又设置行军元帅或行军大总管统领诸总管。 
《资治通鉴》第二百一十卷唐纪二十六有载：唐睿宗景云元年（公元710年），丁酉，以幽州镇守经略节度大使薛讷为左武卫大将军兼幽州都督，节度使之名自讷始。唐睿宗景云二年（公元711年），贺拔延嗣为凉州都督充河西节度使，节度使开始成为正式的官职。《新唐书·百官志四》載：“节度使掌总军旅，颛诛杀。初授，具帑持兵仗诣兵部辞见，观察使亦如之。辞日，赐双旌双节。行则建节、树六纛，中官祖送，次一驿则上闻。入境，州县筑节楼，迎以鼓角，衙仗居前，旌幢居中，大将鸣珂，金钲鼓角居后，州县赍印迎于道左。”
唐玄宗开元年间，设立了碛西、北庭、河西、陇右、朔方、河东、范阳、平盧、剑南、岭南十个节度使，范阳〈今日北京地区，即古幽州〉节度使是节度使中兵力最大的。此时的节度使多由胡人担任，往往封郡王。朝廷任命节度使，要授予其双旌双节，“得以军事专杀，行则建节，府树六纛”。
节度使初置时，作为军事统帅，主要掌管军事、防御外敌，而没有管理州县民政的职责，肃宗以后，天下糜乱，不得不仿照汉末州牧统管军民政务之制，令节度使兼管内观察使及驻州刺史，于是其权限逐渐扩大，总揽一区的军、民、财、政，所辖区内各州刺史均为其节制。
安史之乱后，国中遍置节度使，多为安史之乱的叛将和平叛战事中崛起的軍閥。各统一道或数州，军事民政，命官、徵稅，皆得獨立，父死子继，自以世襲，号为留后而不待朝命。朝廷无力讨伐，往往姑息了事，承認其地位，世称藩镇，迄于唐亡。
五代时期，节度使的权势达到了极点，皇帝的拥立与罷黜都取决于节度使，后梁、后唐、后晋、后汉、后周的開國君主均为节度使。不过，后来郭威、赵匡胤只是兼任节度使的禁军领袖，和朱温、李存勖、石敬瑭、刘知远等镇守地方的节度使不同。
宋朝建立后，宋太祖鑒于唐末五代时期节度使割据一方、相互混战的教训，对各地节度使采用了賞錢但无军權的办法，給予功臣銀錢田地，要求他們解除兵權，史稱杯酒释兵权，解除了时任侍卫亲军都指挥使石守信对禁軍的控制。并派遣文臣擔任知州事，限制了节度使节制郡縣的权力；又以转运使接管了节度使的财政权利；将地方上强壮的士兵编入禁军。凡此种种，节度使徒坐空城而已。原来建制为藩镇的州被称为节度州，知州兼任节度使。如宋真宗时的河西节度使、知许州石普。既是知州，又是本州节度使、观察使。
之后，節度使成為武將的最高階官和宗室、文臣勳舊以及宰執的加官，侍以降麻、賜旌節、鑄三印〈節度使印、管內觀察使印、節度州印〉。恩數與執政同，景德后，凡拜節度使者授旌節門旗二、龍虎旗一、旌節一、麾槍二，豹尾二。旗以紅繒九幅，上設耀篦、鐵鑽、髹杠、緋纛。旌用塗金銅螭頭，髹杠，綢以紅繒，畫白虎，頂設髹木盤，周用塗金飾。節亦用髹杠，飾以金塗銅葉，上設髹圓盤三層，以紅綠裝釘為旄，並綢以紫綾複囊，又加碧油絹袋。麾槍設髹木盤，綢以紫繒複囊，又加碧油絹袋。豹尾，製以赤黃布，畫豹文，並髹杠。哲宗以前，節度使不輕授，徽宗時宦官共六人拜節度使。拜節度使者，除十州节度沿用唐代节镇名外，必冠以節度州軍額名，称“某某軍節度使”，登殿唱名则沿用唐例，节、廉、刺三职并唱，谓“使持节都督某州诸军事，某州刺史，充某军节度、某州管内观察处置等使”。节度使之上，又有“使相”，即節度使、樞密使、親王、留守、檢校官兼中書令、侍中、同中書門下平章事。南宋时，有加至三镇者，就是说名义上兼任了三州節度使但並无兵权，如岳飞、韩世忠等。有宋一代節度使俸祿豐厚：北宋嘉佑年間至靖康年間：料錢四百千；衣賜 春、冬絹各百匹，大綾各二十匹，小綾各三十匹，錦各五百兩，羅各十匹。月給祿粟 使相以上者兩百石、不帶使相者一百五十石，凡一石給六斗，米、麥各半；元隨、僕人 北宋之制一百人、南宋之制五十人；公用錢 使相以上者兩萬貫，其次萬貫至七千貫，凡四等；不帶使相者萬貫至三千貫，凡四等；南渡之後節度使料錢四百貫、祿粟一百五十石。給鹽七石。
辽、金都仿唐制置节度使，往往有名无实，地位也远不如宋朝的使相高。元朝废除。

## 唐代十节度使
| 節度使名       | 治所 | 設置目的                   | 設置年份 | 兵力         | 任职者（天宝年间）                     |
| 安西節度使     | 龟兹 | 镇守安西四镇，防御天山南部 | 七一〇年 | 兩萬四千     | 夫蒙灵曜、高仙芝、王正见、封常清       |
| 北庭節度使     | 庭州 | 防御天山北路部             | 七一二年 | 兩萬         | 来曜、王安见、程千里、封常清           |
| 河西節度使     | 涼州 | 断隔吐蕃、突厥联络         | 七一〇年 | 七萬三千     | 王倕、皇甫惟明、王忠嗣、安思顺、哥舒翰 |
| 朔方節度使     | 灵州 | 防范突厥                   | 七二一年 | 六萬四千七百 | 王忠嗣、张齐丘、安思顺                 |
| 河東節度使     | 太原 | 防范突厥                   | 七一一年 | 五萬五千     | 田仁琬、王忠嗣、韩休琳、安禄山         |
| 范陽節度使     | 幽州 | 奚与契丹                   | 七一三年 | 九萬一千四百 | 裴宽、安禄山                           |
| 平盧節度使     | 营州 | 室韋与靺鞨                 | 七一九年 | 三萬七千五百 | 張守珪                                 |
| 隴右節度使     | 鄯州 | 吐蕃                       | 七一三年 | 七萬五千     | 皇甫惟明、王忠嗣、哥舒翰               |
| 剑南節度使     | 益州 | 吐蕃与吐谷渾               | 七一四年 | 三萬九百     | 章仇兼琼、郭虚己、鲜于仲通、杨国忠     |
| 岭南五府经略使 | 广州 | 治夷                       | 七一一年 | 一萬五千四百 | 裴敦                                   |

### 引用
1. ↑  《唐会要》卷七八
2. ↑  《新唐书·志》第三十九下“百官”四下：《通典》卷第三十二；岳珂《愧郯录·旌节》
3. ↑  《宋史·職官十一 （页面存档备份，存于）》